# Antoine François Prévost
Antoine François Prévost, detto d'Exiles, più noto con il titolo ecclesiastico, sotto il nome di abbé Prévost (Hesdin, 1º aprile 1697 – Chantilly, 25 novembre 1763), è stato uno scrittore, storico e traduttore francese.

## Biografia
Figlio di Liévin Prévost, procuratore del re nella circoscrizione di Hesdin. Studiò dai gesuiti di La Flèche e Rouen, prima di arruolarsi nell'armata verso la fine del 1711. Dopo aver iniziato un noviziato presso i gesuiti, fugge nei Paesi Bassi. Nel 1717, comincia un secondo noviziato a La Flèche, poi si arruola nuovamente, questa volta come ufficiale.
Nel 1721 entra nell'ordine dei benedettini dell'abbazia di Saint-Wandrille de Fontenelle prima di pronunciare i voti all'abbazia di Jumièges e passare sette anni in diverse residenze dell'ordine in Normandia. All'abbazia di Saint-Germain-des-Prés nel 1727, lavora all'opera dei benedettini, Gallia christiana. Nel 1728 ottiene l'approvazione per i primi tomi di Mémoires et aventures d'un homme de qualité qui s'est retiré du monde. Avendo lasciato il monastero senza autorizzazione, viene colpito da una lettre de cachet (durante l'Ancien Régime una lettera con sigillo reale che recava un ordine d'imprigionamento o di esilio). Se ne fugge a Londra dove acquista una grande conoscenza della storia e della lingua inglese come sarà testimoniato dai suoi scritti futuri.
Nel 1729, un'avventura lo obbliga ad andare nei Paesi Bassi dove si lega con un'avventuriera di nome Elena Eckhardt, detta Lenki, e pubblica a Utrecht nel 1731 e 1732 i tomi I e IV del Filosofo inglese, o storia del Signor Cleveland, figlio naturale di Cromwell, scritta da lui stesso e tradotta dall'inglese dall'autore delle Memorie di un uomo di qualità che vengono, poco tempo dopo, tradotti in inglese.
Nel frattempo, dopo aver assunto il nome di Prevost "d'Exiles", in riferimento ai suoi lunghi viaggi, si tuffa nella traduzione di Historia mei temporis del presidente de Thou e pubblica il seguito in tre volumi delle Mémoires et aventures d'un homme de qualité di cui l'ultimo tratta l'Histoire du chevalier des Grieux et de Manon Lescaut, forse ispirata da una sua avventura personale e che il Parlamento di Parigi condannerà alle fiamme. Avendo Prevost interrotto la composizione del Filosofo inglese, il suo editore olandese commissiona un quinto volume apocrifo (Utrecht, 1734) che compromette il supposto autore per i suoi attacchi contro i gesuiti.
Nel 1733, oberato di debiti, ritorna a Londra dove fonda Il Pro e il Contro, giornale principalmente dedicato alla conoscenza della letteratura e della cultura inglesi, che continuerà a pubblicare in modo quasi ininterrotto sino al 1740. Nel 1734, tratta il suo ritorno presso i benedettini ed effettua un secondo noviziato di alcuni mesi nel monastero di La Croix-Saint-Leufroy, presso Évreux, prima di diventare, agli inizi del 1736, l'elemosiniere del principe di Bourbon-Conti che lo protegge. I tre ultimi tomi del Filosofo inglese escono infine clandestinamente a Parigi nel 1738-39.
Prevost pubblicherà ancora altri romanzi, tra cui Il Decano di Killerine (1735–1740) e Storia d'una Greca moderna (1740); la monumentale Storia Generale dei viaggi (15 volumi), (1746-1759); e due traduzioni di romanzi di Samuel Richardson: Lettere inglesi di Miss Clarisse Harlove e Nuove lettere inglesi o storia del cavaliere Grandisson (1755).
Passa i suoi ultimi anni a Parigi e a Saint Firmin (oggi Vineuil-Saint-Firmin), vicino Chantilly, e muore d'una crisi di apoplessia nella foresta di Chantilly al ritorno da una visita ai benedettini di Saint-Nicolas-d'Acy.

## Opere

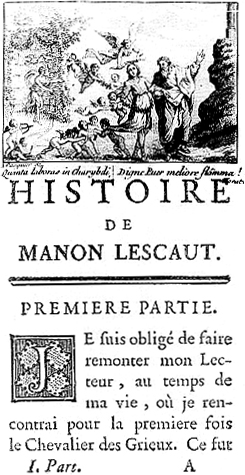
Prima pagina di Manon Lescaut

- Opere di Prevost, dir. Jean Sgard, Presses universitaires de Grenoble, 8 volumi
- Manon Lescaut, éd. Jean Sgard, GF-Flammarion 1995 ISBN
- Manon Lescaut, éd. Jean Goulemot, Paris, L.G.F., 2005 ISBN
- Storia d'una Greca moderna, éd. Jean Sgard, PUG 1989 ISBN
- La Giovinezza del commendatore, GF-Flammarion 2005 ISBN
- Il Filosofo inglese , éd. Jean Sgard et Philip Stewart, Paris: Desjonquères, 2003.
- Le Avventure di Pomponius, cavaliere romano (1724)
- Storia di Margherita d'Anjou (1740)
- Memorie per servire alla storia di Malta (1741)
- Campagne filosofiche (1741)
- Il Mondo morale, o Memorie per servire alla storia del cuore umano (1760)